# Codénombrabilité
 (juin 2020).
Si vous disposez d'ouvrages ou d'articles de référence ou si vous connaissez des sites web de qualité traitant du thème abordé ici, merci de compléter l'article en donnant les références utiles à sa vérifiabilité et en les liant à la section « Notes et références ».
En mathématiques, un sous-ensemble codénombrable d'un ensemble X est un sous-ensemble Y dont le complémentaire dans X est un ensemble dénombrable. En d'autres termes, Y contient tous les éléments de X sauf une quantité dénombrable d'entre eux. Par exemple, l'ensemble des rationnels ℚ est un sous-ensemble dénombrable de ℝ donc l'ensemble des irrationnels ℝ\ℚ est un sous-ensemble codénombrable des réels. Si le complémentaire est fini, alors on dit que Y est cofini.

## σ-algèbres
L'ensemble de tous les sous-ensembles de X qui sont dénombrables ou codénombrables (où dénombrable est à prendre au sens de « fini ou infini dénombrable ») forme une σ-algèbre, c'est-à-dire qu'il n'est pas vide, est stable par passage au complémentaire et stable par union dénombrable. Cette σ-algèbre est l'algèbre des parties dénombrables ou codénombrables de X. C'est la plus petite σ-algèbre contenant tous les singletons.

## Topologie
La topologie codénombrable (également appelée "topologie du complément dénombrable") sur tout ensemble X se compose de l'ensemble vide et de tous les sous-ensembles codénombrables de X.